# Municipio de Monroe (condado de Sevier)
El municipio de Monroe (en inglés: Monroe Township) es un municipio ubicado en el condado de Sevier en el estado estadounidense de Arkansas. En el año 2010 tenía una población de 1275 habitantes y una densidad poblacional de 9,83 personas por km².

## Geografía
El municipio de Monroe se encuentra ubicado en las coordenadas 34°2′33″N 94°25′6″O / 34.04250, -94.41833. Según la Oficina del Censo de los Estados Unidos, el municipio tiene una superficie total de 129.66 km², de la cual 128,41 km² corresponden a tierra firme y (0,96 %) 1,24 km² es agua.

## Demografía
Según el censo de 2010, había 1275 personas residiendo en el municipio de Monroe. La densidad de población era de 9,83 hab./km². De los 1275 habitantes, el municipio de Monroe estaba compuesto por el 82,12 % blancos, el 0,94 % eran afroamericanos, el 1,33 % eran amerindios, el 0,24 % eran asiáticos, el 12,71 % eran de otras razas y el 2,67 % eran de una mezcla de razas. Del total de la población el 21,88 % eran hispanos o latinos de cualquier raza.